# Tour du Doubs 2019
Il Tour du Doubs 2019, trentaquattresima edizione della corsa e valevole come evento dell'UCI Europe Tour 2019 categoria 1.1, si è svolto il 15 settembre 2019 su un percorso di 188,9 km, con partenza da Morteau e arrivo a Pontarlier, in Francia. La vittoria è stata appannaggio dello svizzero Stefan Küng, il quale ha completato il percorso in 4h39'08", alla media di 40,604 km/h, precedendo i francesi Franck Bonnamour e Guillaume Martin.
Sul traguardo di Pontarlier 64 ciclisti, su 119 partiti da Morteau, hanno portato a termine la competizione.

## Squadre e corridori partecipanti
| N.    | Cod. | Squadra                         |
| ----- | ---- | ------------------------------- |
| 1-7   | COF  | Cofidis, Solutions Crédits      |
| 11-16 | ALM  | AG2R La Mondiale                |
| 21-27 | DMP  | Delko Marseille Provence        |
| 31-37 | TDE  | Total Direct Énergie            |
| 41-47 | PCB  | Team Arkéa-Samsic               |
| 51-57 | GFC  | Groupama-FDJ                    |
| 61-67 | VCB  | Vital Concept-B&B Hotels        |
| 71-77 | AUB  | St Michel-Auber 93              |
| 81-87 | NRL  | Natura4Ever-Roubaix-Lille Métr. |

| N.      | Cod. | Squadra                   |
| ------- | ---- | ------------------------- |
| 91-97   | SRA  | Swiss Racing Academy      |
| 101-107 | LPC  | Leopard Pro Cycling       |
| 111-117 | WVA  | Wallonie Bruxelles        |
| 121-127 | AKT  | Akros-Thömus              |
| 132-137 | WGG  | Wanty-Gobert Cycling Team |
| 141-145 | SVB  | Sport Vlaanderen-Baloise  |
| 151-156 | IAM  | IAM Excelsior             |
| 161-167 | AMO  | Amore & Vita-Prodir       |
| 171-177 | EVO  | EvoPro Racing             |

## Ordine d'arrivo (Top 10)
| Pos. | Corridore        | Squadra       | Tempo    |
| ---- | ---------------- | ------------- | -------- |
| 1    | Stefan Küng      | Groupama      | 4h39'08" |
| 2    | Franck Bonnamour | Arkéa         | a 9"     |
| 3    | Guillaume Martin | Wanty         | s.t.     |
| 4    | Jaakko Hänninen  | AG2R          | s.t.     |
| 5    | Simon Pellaud    | IAM           | s.t.     |
| 6    | Élie Gesbert     | Arkéa         | a 14"    |
| 7    | Jonathan Hivert  | Direct        | a 16"    |
| 8    | Julien Simon     | Cofidis       | a 20"    |
| 9    | Quentin Pacher   | Vital Concept | s.t.     |
| 10   | Marco Tizza      | Amore & Vita  | s.t.     |